# Biatorbágy
Biatorbágy (tyska: Wiehall-Kleinturwall) är en stad och kommun i distriktet Budakeszi i provinsen Pest i Ungern. Den ligger cirka 16,5 kilometer väster om centrala Budapest. Kommunen har 15 338 invånare (2024), på en yta av 44,12 km².